# Station Rodenkirchen (Oldb)
Station Rodenkirchen (Oldb) (Bahnhof Rodenkirchen (Oldb) is een spoorwegstation in de Duitse plaats Rodenkirchen, gemeente Stadland, in de deelstaat Nedersaksen. Het station ligt aan de spoorlijn Hude - Nordenham-Blexen. Op het station stoppen alleen Regio-S-Bahntreinen van Bremen en Nedersaksen. Het station telt twee perronsporen.

## Treinverbindingen
De volgende treinserie doet station Rodenkirchen aan:
| Serie | Treinsoort                  | Route                                                             | Bijzonderheden |
| ----- | --------------------------- | ----------------------------------------------------------------- | -------------- |
| S4    | Regio-S-Bahn (NordWestBahn) | Bremen Hbf – Delmenhorst – Hude – Rodenkirchen (Oldb) – Nordenham |                |